# Volker Dennert
Volker Dennert (* 17. Mai 1941 in Clausthal-Zellerfeld) ist ein deutscher Bergbauingenieur.

## Leben
Dennert ist Sohn des Clausthaler Oberbergrates Herbert Dennert und kam so bereits früh mit dem Thema Bergbau in Kontakt.
Er studierte bis 1968 Bergbau an der Bergakademie Clausthal, während des Studiums absolvierte er bergbauliche Praktika in Kanada, Norwegen, den USA und auch ein Praktikum im Kalisalzbergwerk Buggingen. Von 1968 bis 1970 studierte er an der School of Mines der University of Minnesota, es folgte eine Ausbildung zum Bergreferendar am Oberbergamt München. 1973 wurde er zum Bergassessor ernannt. Von 1974 bis 1978 war er an den niedersächsischen Bergämtern in Meppen und Goslar beschäftigt.
Ab 1978 war er am Landesbergamt Baden-Württemberg in Freiburg tätig, 1998 wurde ihm als Leitender Bergdirektor die Leitung der Abteilung 5/Landesbergdirektion im Landesamt für Geologie, Rohstoffe und Bergbau in Freiburg übertragen. Dennert wurde 2006 pensioniert.
Dennert interessiert sich insbesondere für bergbaugeschichtliche Themen.
Er war aktiv am Aufbau des Sulzburger Landesbergbaumuseums beteiligt. Seit 1978 ist er Mitglied des Bugginger Bergmannsvereins und war von 2009 bis 2010 dessen Vorsitzender. 2010 wurde er in den Gemeinderat von Sulzburg gewählt.

## Werke
- Hans Stuckmann, Volker Dennert: Baden-Württemberg als Bergbauland - seine Bodenschätze und seine untertägigen Ingenieurbauten. 1. Auflage. Länderdienst-Verlag, München 1982, ISBN 3-87455-117-2, S. 131.
- Volker Dennert: Das ehemalige Kalisalzbergwerk Buggingen. In: Südwestsalz. Bd. 1991, S. 2–6.
- Volker Dennert: Der Bergbau vom Mittelalter bis heute. In: Geschichte der Stadt Sulzburg. Bd. 1: Von den Anfängen bis zum ausgehenden Mittelalter. Freiburg i.Br. 1993, S. 119–221.
- Volker Dennert: Salzgewinnung und Bergrecht. In: W. Hansch, T. Simon (Hrsg.): Das Steinsalz aus dem Mittleren Muschelkalk Südwestdeutschlands. (= Museo. Band 20). Heilbronn 2003, ISBN 3-930811-96-0, S. 176–181.
  - Volker Dennert: Salzgewinnung und Bergrecht. (PDF) LGRB, abgerufen am 18. Mai 2022.
- Wolfgang Werner, Volker Dennert: Lagerstätten und Bergbau im Schwarzwald: Ein Führer unter besonderer Berücksichtigung der für die Öffentlichkeit zugänglichen Bergwerke. 1. Auflage. LGRB, Freiburg 2004, ISBN 3-00-014636-9 (lgrb-bw.de).
  - https://bz-ticket.de/geologie-und-bergbau--172010759.html Geologie und Bergbau - Ein neuer Führer durch die Schwarzwälder Montangeschichte
- Volker Dennert: Bergbaugeschichtlicher Wanderweg Sulzburg. Hrsg.: Förderkreis zur Errichtung und Unterhaltung des Landesbergbaumuseums Baden-Württemberg e.V. Stadt Sulzburg, Text: Volker Dennert, 44 Seiten 2007.